# 布恩希爾鎮區 (北卡羅萊納州約翰斯頓縣)
布恩希爾鎮區（英語：Boon Hill Township）是位於美國北卡羅萊納州約翰斯頓縣的一個鎮區。

## 地方資料
布恩希爾鎮區的面積為175.08平方千米，皆為陸地。根據2020年美國人口普查的數據，當地共有人口7893人，而人口密度為每平方千米45.08人。